# Attalos I
Attalos I (tiếng Hy Lạp: Ἄτταλος), tên hiệu là Soter (tiếng Hy Lạp: Σωτὴρ, "Vua Cứu độ"; 269 TCN - 197 TCN) là vua cai trị Pergamon, một thành bang Hy Lạp ở Ionia (nay là Bergama, Thổ Nhĩ Kỳ), từ năm 241 TCN đến năm 197 TCN. Ông là cháu họ và là con nuôi của Eumenes I, người mà ông đã kế vị và là người đầu tiên của triều đại Attalos xưng vương trong năm 238 TCN. Ông là con trai của Attalos và vợ là Antiochis.
Attalos đã giành được một chiến thắng quan trọng trước người Galatia, một bộ lạc người Celt mới đến từ Thracia, những người mà trải qua hơn một thế hệ cướp bóc và đòi hỏi cống nạp suốt cả khu vực Tiểu Á mà không có bất kỳ sự ngăn chặn nào. Chiến thắng này, được vinh danh bởi một tượng đài chiến thắng tại Pergamon (nổi tiếng với bức tượng Người Gallia hấp hối của nó) và giải phóng khỏi mối đe dọa "Gallia" mà nó đại diện, mang đến cho Attalus ngoại hiệu "Soter" và tên xưng "vua". Một đồng minh can đảm và là một vị tướng tài năng đồng thời trung thành của La Mã, ông đã đóng một vai trò quan trọng trong cuộc chiến tranh Macedonia đầu tiên và thứ hai, tiến hành chống lại Philippos V của Macedonia. Ông tiến hành nhiều hoạt động hải quân, quấy rối lợi ích của người Macedonia trong khu vực biển Aegea, đoạt nhiều chiến thắng vinh quang, thu được chiến lợi phẩm, và tăng thêm sự kiểm soát của Pergamon đối với các hòn đảo của Hy Lạp ở Aegina trong cuộc chiến tranh đầu tiên, và Andros trong lần thứ hai, hai lần trốn thoát khỏi sự truy bắt dưới bàn tay của Philippos.
Attalos là một người bảo trợ của các thành phố Hy Lạp ở Anatolia và tự coi mình là chiến sĩ người Hy Lạp chống lại người rợ. Trong thời gian trị vì, ông biến Pergamon trở thành một thế lực đáng kể ở phía Đông Hy Lạp. Ông mất năm 197 TCN, ngay trước khi kết thúc cuộc chiến tranh thứ hai, ở tuổi 72. Ông đã được kế vị bởi con trai ông, vua Eumenes II.

## Thời niên thiếu

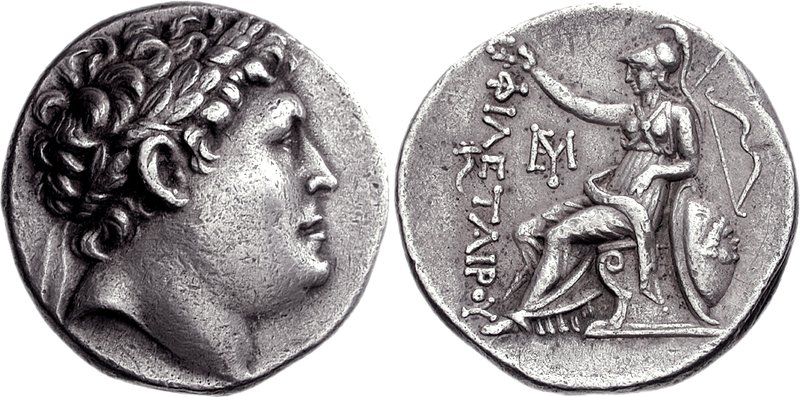
Tiền xu được đúc trong triều đại của Attalos I, mô tả chú của Attalos là Philetaeros. Phía bên phải có dòng chữ khắc tiếng Hy Lạp ΦΙΛΕΤΑΙΡΟΥ nghĩa là "(tiền xu) của Philetaeros" và hình ảnh thần Athena.

Ta biết rất ít về thời niên thiếu của Attalos. Ông được sinh ra ở Hy Lạp là con trai của Attalos, và Antiochis. Attalos cha là con trai của em trai (còn gọi là Attalos) của cả Philetaeros, người sáng lập của triều đại Attalos, và Eumenes, người cha của Eumenes I, kế vị Philetaeros; ông được đề cập, cùng với người chú của ông, như là một ân nhân của Delphi  và chiến thắng nổi tiếng trong vai trò một vận động viên đua xe ngựa, chiến thắng tại Olympia và được vinh danh bằng một tượng đài ở Pergamon.
Attalos là một đứa trẻ khi cha ông qua đời, một khoảng thời gian nào đó trước năm 241 TCN, sau đó ông đã được nhận nuôi bởi Eumenes I, vua của triều đại đương nhiệm. Mẹ của Attalos, Antiochis, có lẽ có họ hàng với gia đình hoàng gia Seleukos (có lẽ là cháu gái của Seleukos I Nikator) với cuộc hôn nhân với cha Attalos có khả năng sắp xếp bởi Philetaeros để củng cố quyền lực của mình. Điều này sẽ phù hợp với những phỏng đoán rằng cha Attalos đã được chỉ định làm người thừa kế của Philetaeros, người được nối nghiệp bởi Eumenes vì khi đó Attalos I còn quá trẻ lúc mà cha ông qua đời.

## Đánh bại người Gallia

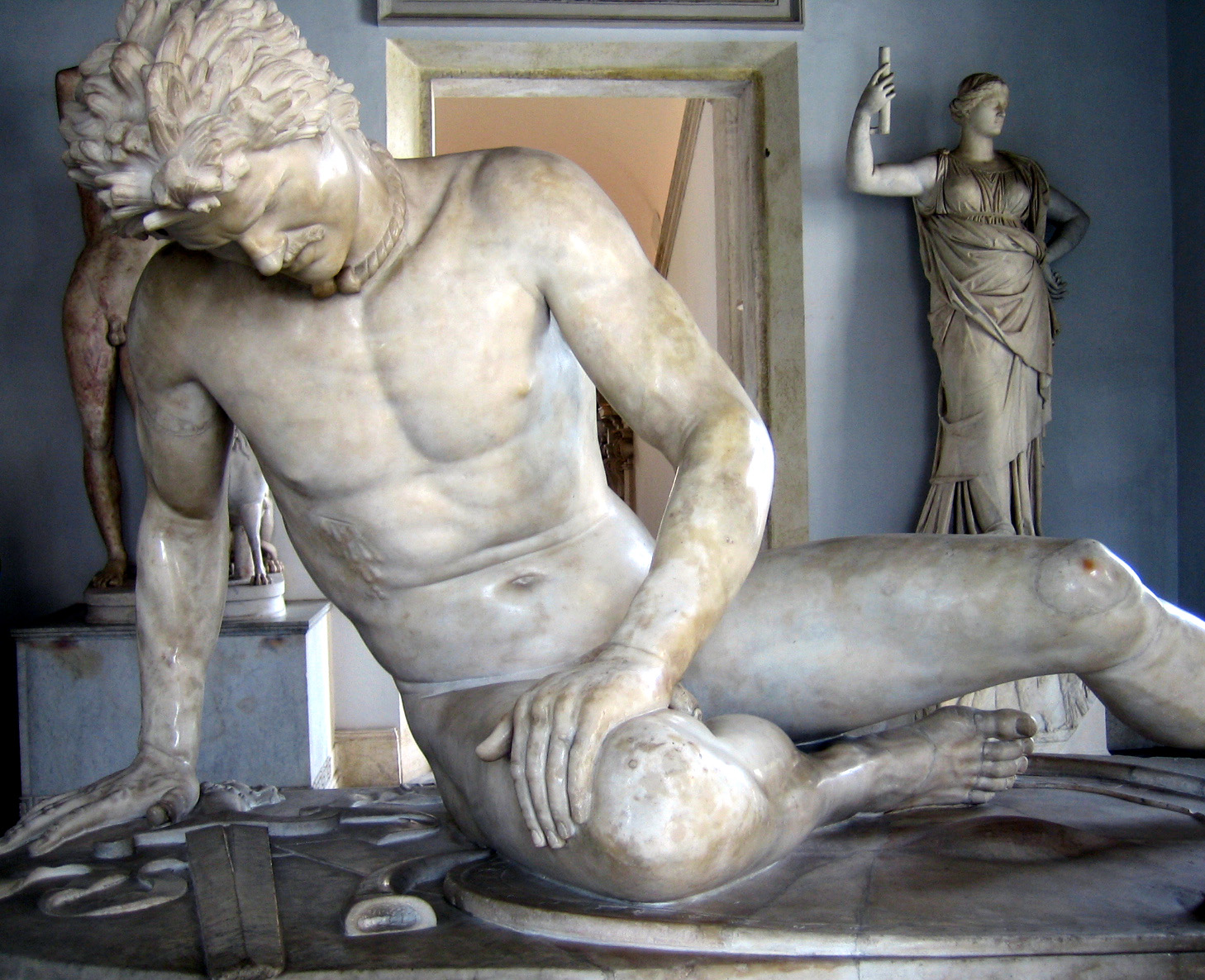
Bức tượng Anh lính Gallia hấp hối, thể hiện chiến thắng trước quân Gallia của vua Attalos I.

Theo nhà văn Hy Lạp thế kỷ 2 TCN Pausanias, "thành tựu lớn nhất của ông" là đánh bại người "Gallia" (Γαλάται). Pausanias đã đề cập đến người Galatia, những nhóm người Celt di cư từ Thracia, những người gần đây đã định cư ở Galatia, một khu vực nằm ở trung tâm Tiểu Á, mà người La Mã và Hy Lạp gọi là người Gallia, liên tưởng họ với người Celt sinh sống ở vùng đất mà ngày nay là Pháp, Thụy Sĩ và miền bắc Ý. Kể từ thời điểm Philetaeros, người cai trị đầu tiên của triều đại Attalos, người Galatia đã trở thành một vấn đề đối Pergamon và quả thực cho toàn bộ Tiểu Á bằng việc đòi hỏi nộp cống nếu muốn tránh chiến tranh hay những hậu hoạ khác. Eumenes I có lẽ cùng với các nhà cai trị khác đã xử lý vấn đề của người Galatia bằng cách trả những khoản cống nạp. Attalos tuy nhiên đã từ chối cống nạp cho họ và ông là vị vua đầu tiên làm như vậy. Kết quả là người Galatia bắt đầu lên đường tấn công Pergamon. Attalos đối mặt họ ở gần thượng nguồn của sông Caïcus và ông đã giành được một chiến thắng quyết định. Sau chiến thắng này, Attalos bắt chước Antiochos I lấy danh hiệu Soter, có nghĩa là "cứu tinh" và xưng vương. Chiến thắng này đã mang lại danh tiếng huyền thoại cho Attalos. Một câu chuyện phát sinh, liên quan tới Pausanias, một nhà tiên tri đã báo trước những sự kiện này một thế hệ trước đó:
Quả thực sau đó, [sau khi] đã băng qua eo biển hẹp Hellespont,
Đạo quân huỷ diệt người Gallia thẳng tiến một cách bất kiếm soát
Họ sẽ tàn phá Asia (khu vực ở Thổ Nhĩ Kỳ); tệ hơn những gì thần thánh đã làm
Với những người sống bên kia bờ biển
Trong một khoảng thời gian ngắn. Ngay lập tức con trai của Cronos
Sẽ nuôi nấng một người giúp đỡ - con trai của con bò thần được nuôi bởi thần Zeus
Người sẽ mang một ngày hủy diệt đến với người Gallia.
Pausanias còn nói thêm rằng "con trai của một con bò" trong lời sấm ám chỉ "Attalus, vua của Pergamon, người được phong cách hoá là đội sừng bò". Trên thành cổ của Pergamon đã được dựng lên một tượng đài chiến thắng, Nhằm kỷ niệm trận chiến này, một tượng đài chiến thắng, trong đó bao gồm cả tác phẩm điêu khắc nổi tiếng Anh lính người Gallia hấp hối, đã được dựng lên trên thành cổ Pergamon.

## Chinh phục vùng Tiểu Á của vương quốc Seleukos

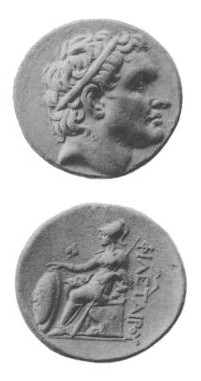
Coin struck during the reign of Attalus I, depicting the head of Attalus' great uncle Philetaerus on the obverse and seated Athena, Greek goddess of war and wisdom, on the reverse

Một vài năm sau khi chiến thắng đầu tiên trước người Gaul, quân Gaul lại liên minh với Antiochus Hierax - em trai vua Seleukos II Kallinikos và là quan thống trị vùng Tiểu Á thuộc Vương quốc Seleukos, đóng ở Sardis. Vua Attalus I xua quân đánh bại người Gaul và Antiochus tại trận Aphrodisium và một lần nữa ở trận thứ hai ở phía đông. Trận chiến sau đó ông đã chiến đấu với một mình Antiochus và giánh chiến thắng: ở Hellespontine Phrygia, nơi Antiochos có lẽ đang nương tựa cha vợ là vua xứ Bithynia Ziaelas; gần Sardis vào mùa xuân năm 228 TCN, và trong trận chiến cuối cùng của chiến dịch, về phía nam ở Caria trên bờ sông Harpasus, một nhánh của sông Maeander.
Như một kết quả của những chiến thắng, vua Attalos I giành quyền kiểm soát trên tất cả các vùng đất của Vương quốc Seleukos ở Tiểu Á, phía bắc của dãy núi Taurus. Ông đã có thể giữ vững lấy những vùng đất này khi đối mặt với nỗ lực lặp đi lặp lại của Seleukos III Keraunos, con trai cả và người kế vị của Seleukos II, để khôi phục lại lãnh thổ bị mất, mà đỉnh cao là việc Seleukos III tự mình vượt qua dãy Taurus, chỉ để bị ám sát bởi các tướng lĩnh trong quân đội của ông năm 223 TCN. Achaeus, người đã đi cùng Seleukos III, tạm thời nắm quyền kiểm soát quân đội.Ông đã được chấp thuận và từ chối vương quyền trong việc ủng hộ cho người em trai của Seleukos III là Antiochus III Đại đế, người sau đó đã phong Achaeus làm thống đốc các vùng đất thuộc tiểu Á của vương quốc Seleukos ở phía bắc của dãy Taurus. Trong vòng hai năm, Achaeus đã thu hồi tất cả các vùng lãnh thổ Seleukos bị mất, "nhốt Attalus trong các bức tường của Pergamon", và tự mình lấy danh hiệu của một vị vua.
Sau một thời gian hòa bình, trong năm 218 trước Công nguyên, trong khi Achaeus đã tham gia vào cuộc viễn chinh tới Selge phía nam của Taurus, Attalos, với một số người Thracia Gauls, chiếm lại vùng lãnh thổ cũ của mình. Tuy nhiên Achaeus trở về từ chiến thắng ở Selge trong năm 217 trước Công nguyên và tiếp tục tình trạng chiến tranh với Attalus.
Theo hiệp ước liên minh với Attalos, Antiochos vượt qua dãy Taurus trong năm 216 TCN, ông ta đã tấn công Achaeus và bao vây Sardis, và trong năm 214 TCN, năm thứ hai của cuộc bao vây, ông đã có thể chiếm thành phố. Tuy nhiên, pháo đài vẫn nằm dưới quyền kiểm soát của Achaeus. Bị lừa bởi một cuộc giải vây giả tạo, Achaeus cuối cùng đã bị bắt và đánh đập đến chết, và pháo đài đầu hàng. Năm 213 trước Công nguyên, Antiochos đã đoạt lại quyền kiểm soát của tất cả các tỉnh Á của ông .

## Chiến tranh Macedonia lần thứ nhất
Gặp cản trở ở phía đông, Attalos bây giờ chuyển sự chú ý về phía tây. Có lẽ vì lo lắng cho những tham vọng của Philip V của Macedonia, đôi khi Attalos trước khi 219 TCN đã trở thành đồng minh với kẻ thù của Philip là liên minh Aetolia, một liên minh của các quốc gia Hy Lạp ở khu vực Aetolia thuộc miền trung Hy Lạp, có viện trợ cho pháo đài Elaeus, một thành trì của người Aetolian tại Calydonia, gần cửa sông Acheloos.
Liên minh của Philippos với Hannibal của Carthage trong năm 215 TCN cũng gây ra mối quan tâm ở Roma, sau đó tham gia vào chiến tranh Punic lần thứ hai. Năm 211 trước Công nguyên, một hiệp ước được ký kết giữa La Mã và liên minh Aetolia, một điều khoản trong đó cho phép sự bao gồm một số đồng minh của Liên minh, Attalos là một trong số đó. Attalos được bầu làm một trong hai strategoi (tướng) của Liên minh Aetolian, và năm 210 TCN quân đội của ông có thể tham gia chiếm đảo Aegina, được Attalos dùng như là cơ sở của ông hoạt động ở Hy Lạp.
Trong mùa xuân năm sau (209 TCN), Philippos đã tiến quân về phía nam vào Hy Lạp. Dưới sự chỉ huy của Pyrrhias, người cũng như Attalos là strategos, phe đồng minh bị thua hai trận tại Lamia. Attalos tự mình đã đi đến Hy Lạp vào tháng Bảy và có sự tham gia ở Aegina của tổng đốc tỉnh La Mã P. Sulpicius Galba người đang trú đông ở đó. Mùa hè năm sau (208 TCN) một hạm đội tàu kết hợp của ba mươi lăm tàu Pergamene và 25 tàu La Mã đã thất bại trong việc chiếm Lemnos, nhưng đã chiếm đóng và cướp bóc các vùng nông thôn của đảo Peparethos (Skopelos), cả đều thuộc Macedonia. Attalos và Sulpicius sau đó đã tham gia một cuộc họp tại Heraclea Trachinia của Hội đồng của người Aetolia, mà tại đó người La Mã đã lập luận chống lại việc hòa bình với Philippos.
Khi chiến sự lại tiếp tục, họ cướp phá cả Oreus, trên bờ biển phía bắc của Euboea và Opus, các thành phố chính của đông Locris. Các chiến lợi phẩm từ Oreus đã được dành riêng cho Sulpicius, đã trở lại ở đó, trong khi Attalos ở lại để thu thập các chiến lợi phẩm từ Opus. Với lực lượng của họ chia ra, Philip tấn công Opus. Attalos, bị bất ngờ, đã hầu như không thể thoát ra với đội tàu của ông.
Attalos giờ đây buộc phải trở về châu Á, vì ông đã nhận được tin khi ở Opus rằng, với sự xúi giục của Philippos, vua Prusias I của Bithynia, người có mối quan hệ họ hàng với Philippos bởi hôn nhân, đã di chuyển hướng về Pergamon. Ngay sau đó, người La Mã cũng từ bỏ Hy Lạp để tập trung lực lượng của họ đối phó với Hannibal, mục tiêu của họ là ngăn chặn Philippos giúp đỡ Hannibal đã đạt được. Năm 206 TCN người Aetolia chấp nhận những điều kiện áp đặt bởi Philippos để có hòa bình. Một hiệp ước đã được soạn thảo tại Phoenice năm 205 TCN, chính thức kết thúc cuộc chiến tranh Macedonia lần thứ nhất.

## Xung đột với Macedonia năm 201 TCN
Bị Ngăn chặn bằng hiệp ước Phoenice khỏi việc mở rộng ở phía đông, Philippos quay ra mở rộng quyền lực của mình ở biển Aegean và Tiểu Á  Trong mùa xuân năm 201 TCN ông đã chiếm Samos và hạm đội Ai Cập đóng quân ở đó. Ông ta sau đó bao vây Chios ở phía bắc. Những sự kiện này khiến cho Attalos, liên minh với Rhodes, Byzantium và Cyzicus, để tham gia vào cuộc chiến tranh  Một trận hải chiến lớn đã xảy ra tại eo biển giữa Chios và đất liền, về phía tây nam của Erythrae. Theo Polybius, 53 tàu chiến được trang bị và hơn 150 tàu chiến nhỏ hơn, ở phía bên Macedonia, và 65 tàu chiến được trang bị cùng một số tàu chiến nhỏ hơn bên phía đồng minh  Trong trận chiến, Attalos bị cô lập khỏi đội tàu của mình và bị truy đuổi bởi Philippos.